# 北浦町古江
北浦町古江（きたうらまちふるえ）は、宮崎県延岡市の町名である。2025年１月1日現在、人口1,236人（男616人、女620人）、世帯643世帯である。郵便番号は、889-0301である。

## 地理
延岡市の北東部、旧北浦町の中心部に位置する。古江港を中心として港湾施設が並ぶ。東九州自動車道、国道388号が通過する。東九州自動車道においては大分県境となる陣ケ峰トンネルの宮崎県側坑口がある。
阿蘇地区、本村地区、浜中地区、中野内地区、地下地区の5地区からなる。
北を北浦町三川内、東を北浦町市振、西を熊野江町と接する。

## 歴史

### 沿革
- 1889年5月1日 - 町村制施行により、東臼杵郡北浦村設置。
- 1972年11月1日 - 単独町制施行。東臼杵郡北浦町。北浦町大字古江。
- 2007年3月31日 - 北川町が延岡市に編入。「きたうらちょう」から「きたうらまち」に読みが変更。延岡市北浦町古江。

## 小・中学校の学区
公立小・中学校の通学域は以下の通り。
小学校
- 延岡市立北浦小学校

中学校
- 延岡市立北浦中学校

## 交通

### 道路
- 東九州自動車道
  - 陣ケ峰トンネル
  - 北浦インターチェンジ
- 国道388号

## 施設
- 延岡市役所北浦総合支所
- 北浦漁港（古江港）
- 延岡市立北浦小学校
- 延岡市立北浦中学校
- 北浦郵便局
- 道の駅北浦
- 北浦臨海パーク
- アメダス観測点